# Păușești
Păușești est une commune du județ de Vâlcea en Roumanie.